# حوزه انتخابیه کلی ورمانت
حوزه انتخابیه کلی ورمونت یک حوزه انتخابیه مجلس نمایندگان آمریکا است که در ایالت ورمونت قرار دارد.